# Convictolitave
Convictolitave, o Convittolitave (fl. I secolo a.C.), era un facoltoso esponente delle nobiltà degli Edui, un popolo gallico tradizionalmente alleato dei Romani, inizialmente schieratosi al fianco di Cesare durante le campagne di sottomissione della Gallia.
L'ascesa di Conictolitave alla magistratura suprema, avvenuta nel 52 a.C. anche con l'avallo di Cesare, si rivelerà decisiva nel determinare la defezione degli Edui mentre Cesare era impegnato nelle fasi dell'assedio di Gergovia. 

## Controversia con Coto
Dopo la battaglia di Avarico Cesare, nonostante il successo, si trova in una situazione di estrema difficoltà: le file della rivolta guidata da Vercingetorige si ingrossano, mentre gli Edui, tradizionali alleati dei Romani, sono sull'orlo di una guerra civile: l'unica  magistratura suprema, di natura elettiva, è contesa tra Convictolitave e Coto, ciascuno convinto della legittimità della propria investitura e sostenuto in armi dalla propria fazione.
La profonda spaccatura, che attraversa anche il senato, costringe Cesare a lasciare momentaneamente le operazioni per  intervenire di persona a dirimere la contesa. 
La sua decisione sarà ispirata al ripristino della legalità: la nomina di Convictolitave, conforme alla tradizione in quanto sancita dai sacerdoti, viene convalidata; Coto sarà invece convinto a deporre le armi.
Emessa la sentenza Cesare esorta gli Edui a spedirgli rapidamente tutta la cavalleria e diecimila fanti, con cui istituire alcune guarnigioni a protezione del vettovagliamento.

## Fine della confederazione edua

La confederazione edua alleata di Roma a fronte di Arverni e Sequani.

Ma l'intervento di Cesare non varrà ad impedire la defezione dei preziosi alleati: nel giro di qualche settimana, Convictolitave, secondo le parole di Cesare corrotto dal denaro, spingerà gli Edui, divisi ed esitanti, a passare al fianco di Vercingetorige.
Contemporaneamente si registra la ribellione di altri popoli della confederazione edua, come Parisii e Senoni, che inducono Cesare a inviare Labieno a ristabilire l'ordine con quattro legioni.
Questa serie di eventi sancisce la fine della confederazione alleata dei Romani e il declassamento della potenza degli Edui. La conseguenza sarà il quasi totale isolamento di Cesare, che in Gallia potrà contare sul solo appoggio di Remi e Lingoni. 
Al contempo Vercingetorige, nonostante la recente sconfitta di Avarico, si trova all'apogeo del suo prestigio.
Le sorti della guerra sembrano sul punto di decidersi ma sarà Cesare a volgerle a proprio favore nello scontro decisivo che si terrà ad Alesia nell'autunno di quell'anno.